# Patiriella calcarata
Patiriella calcarata är en sjöstjärneart som först beskrevs av Perrier 1869.  Patiriella calcarata ingår i släktet Patiriella och familjen Asterinidae. Inga underarter finns listade i Catalogue of Life.